# Acronicta brunnior
Acronicta brunnior är en fjärilsart som beskrevs av Embrik Strand 1921. Acronicta brunnior ingår i släktet Acronicta och familjen nattflyn. Inga underarter finns listade i Catalogue of Life.